# مورچه‌پیتای توکانما
مورچه‌پیتای توکانما (نام علمی: Myrmothera campanisona) گونه‌ای از پرندگان خانواده مورچه‌پیتایان (Grallariidae) است که در آمازون یافت می‌شود.